# Грек, Ян
Ян Грек (пол. Jan Grek; 1875—1941) — польский врач-терапевт, специалист в области патологии и терапии внутренних болезней.

## Биография
Ян Грек родился в 1875 году. Получил специальность врача-терапевта, работал в Университете Яна Казимира во Львове (ныне — Львовский национальный университет имени Ивана Франко). В 1926 году избирался председателем Львовского Общества врачей, впоследствии также избирался секретарём этого общества. Был утверждён в должности профессора Клиники внутренних болезней Университета Яна Казимира.
После польского похода Красной Армии, когда Львов вошёл в состав Украинской ССР, профессор Грек продолжал активную научную и преподавательскую деятельность. В августе 1940 года приглашался в Москву на Всесоюзные научные заседания. Избирался депутатом Львовского городского Совета депутатов трудящихся. Был известен как крупный коллекционер произведений искусства.
Начало Великой Отечественной войны застало Грека во Львове. В ночь с 3 на 4 июля 1941 года он был арестован айнзацкомандой под руководством Карла Шёнгарта вместе с группой представителей польской интеллигенции и вскоре расстрелян. Также был арестован и расстрелян шурин Грека профессор Тадеуш Бой-Желеньский. Арестованы и расстреляны были все члены семьи Грека. Его коллекция была разграблена оккупантами. Место захоронения Грека, как и остальных расстрелянных, не установлено до сих пор.
Имя Грека увековечено на мемориальной доске, установленной в память о расстрелянных львовских профессорах, неоднократно подвергавшейся вандализму.